# Djibril Glissant
Djibril Glissant, né le 5 décembre 1971 à Paris, est un réalisateur français de cinéma et de télévision.

## Biographie
Ancien élève de la Fémis (département « Réalisation », promotion 1999), Djibril Glissant est connu surtout pour son long métrage L'Éclaireur, qui est sorti en 2006 après avoir été présenté notamment au Festival Premiers Plans d'Angers en 2005. 
Le cinéaste a été le conseiller à la mise en scène d'Emmanuel Mouret pour Laissons Lucie faire. 
Djibril Glissant est le compagnon de l’actrice Audrey Fleurot. Ils ont un fils prénommé Lou.

## Filmographie

### Cinéma

#### Courts métrages
- 1998 : Le Centre du monde (Produit par la Fémis, ce court métrage a été présenté en 1999 notamment aux Lutins du court métrage et au Festival international du court métrage de Clermont-Ferrand où le prix d'interprétation masculine fut attribué à Jalil Lespert pour son rôle dans ce film[7])
- 1999 : Celle qui s'en va
- 1999 : Nou té passé

#### Longs métrages
- 2003 : Sur les pas de Bambi-journal d’une jeune comédienne (documentaire)
- 2006 : L'Éclaireur

#### Directeur de la photographie
- 2004 : Vénus et Fleur d'Emmanuel Mouret

### Télévision

#### Séries télévisées
- 2021 : HPI : Saison 2, épisodes 7 et 8
- 2022 : HPI : Saison 3, épisodes 6, 7 et 8
- 2023 : HPI : Saison 4, épisodes 3 et 4